# Moto G (thế hệ thứ nhất)
Moto G là một thiết bị điện thoại thông minh chạy Android được phát triển và sản xuất bởi Motorola Mobility. Phát hành vào ngày 13 tháng 11 năm 2013, chiếc điện thoại này ban đầu được hướng tới các thị trường mới nổi, mặc dù nó cũng có mặt ở các thị trường phát triển như là một tùy chon giá rẻ.
Sau 6 tháng có mặt trên thị trường, Moto G trở thành chiếc điện thoại bán chạy nhất từ trước đến giờ của Motorola, và là điện thoại bán chạy nhất ở Mexico và Brazil.
Moto G được tiếp nối bởi Moto G thế hệ thứ hai vào tháng 9 năm 2014 và Moto G (thế hệ thứ ba) vào tháng 7 năm 2015.

## 2014 Moto G (thế hệ thứ hai)
Motorola giới thiệu phiên bản thế hệ thứ hai của Moto G (không có LTE) vào tháng 9 năm 2014, khoảng mười tháng sau khi phát hành chiếc Moto G thế hệ thứ nhất.